# Ichneumon suburbanus
Ichneumon suburbanus är en stekelart som beskrevs av Heinrich 1961. Ichneumon suburbanus ingår i släktet Ichneumon och familjen brokparasitsteklar. Inga underarter finns listade i Catalogue of Life.